# Kamelenmelkerij Smits

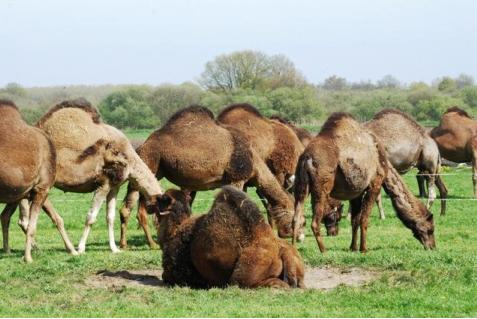
kamelen in het buitengedeelte

Kamelenmelkerij Smits is een Nederlandse kamelenmelkerij in het dorp Berlicum, opgericht in 2006. Het is de enige kamelenmelkerij van Europa en de melk is de enige die legaal verkocht mag worden in de Europese Unie. Naast Nederland wordt de melk verkocht in het Verenigd Koninkrijk, België, Duitsland, Oostenrijk en Zweden.

## Melkerij
Het bedrijf werd opgericht door Frank Smits in 2006 en begon in Cromvoirt bij Den Bosch. De huidige locatie in Berlicum werd geopend in 2010. Er worden regelmatig kamelenkijkdagen en andere activiteiten georganiseerd.
De kamelen van het bedrijf zijn in feite dromedarissen (eenbultige kamelen), geïmporteerd van de Canarische Eilanden. Er zijn 58 dromedarissen waarvan er tien gemolken worden, wat in totaal zo'n 70 liter melk per dag oplevert. Op de website van het bedrijf zijn via een webcam livebeelden van de dieren te zien.